# Thyonella
Thyonella is een geslacht van zeekomkommers uit de familie Cucumariidae.

## Soorten
- Thyonella gemmata (Pourtalès, 1851)
- Thyonella mexicana (Deichmann, 1941)
- Thyonella pervicax (Théel, 1886)
- Thyonella sabanillaensis (Deichmann, 1930)